# Centralna Liga Juniorów w piłce nożnej (2013/2014)
Centralna Liga Juniorów, sezon 2013/2014 — 1. edycja rozgrywek ligowych piłki nożnej juniorów w Polsce. Liga została utworzona w 2013 roku w miejsce Młodej Ekstraklasy. Zwycięzca rozgrywek został mistrzem Polski juniorów, natomiast kluby które zajęły dwa ostatnie miejsca w fazie grupowej spadły z CLJ i miały prawo występować w rozgrywkach ligi wojewódzkiej juniorów a ich miejsce zajęły inne drużyny z tego samego ZPN-u. Opiekunem ligi juniorów był PZPN.

## Zasady rozgrywek

Podział CLJ na grupy

W CLJ udział wzięło 48 drużyn, które zostały podzielone na 4 grupy po 12 zespołów. Każda z grup składała się z czterech województw, które reprezentowały trzy drużyny - dwóch uczestników rozgrywek Ligi Makroregionalnej Juniorów Starszych w rundzie wiosennej sezonu 2012/2013 oraz zwycięzcy ligi wojewódzkiej juniorów starszych w sezonie 2012/2013. Podział na grupy przedstawiał się następująco:
- grupa A (Łódzkie, Mazowieckie, Podlaskie, Warmińsko-Mazurskie),
- grupa	B (Kujawsko-Pomorskie, Pomorskie, Wielkopolskie, Zachodniopomorskie),
- grupa	C (Dolnośląskie, Lubuskie, Opolskie, Śląskie),
- grupa	D (Lubelskie, Małopolskie, Podkarpackie, Świętokrzyskie).

Każdy zespół w fazie grupowej rozegrał 22 mecze z każdym z rywali mierząc się dwukrotnie - raz jako gospodarz i raz jako gość. Po zakończeniu spotkań grupowych dwie najlepsze drużyny z każdej grupy awansowały do ćwierćfinałów, z kolei dwie najgorsze otrzymały status drużyny spadkowej i nie mogły uczestniczyć w rozgrywkach Centralnej Ligi Juniorów w kolejnym sezonie. Spotkania fazy pucharowej CLJ (ćwierćfinały, półfinały i finał) były rozgrywane w systemie mecz i rewanż. 
Mecze Centralnej Ligi Juniorów odbyły się na płytach głównych, jedynie w przypadku klubów występujących w Ekstraklasie, I lidze i II lidze dopuszczono rozgrywanie spotkań na trawiastych boiskach treningowych pierwszego zespołu. W czasie meczów Centralnej Ligi Juniorów każdy klub był zobowiązany do wystawiania co najmniej trzech zawodników urodzonych w 1996 roku i później. W przypadku kontuzji młodszego piłkarza i braku możliwości zastąpienia go innym młodzieżowcem, drużyna musiała kontynuować grę w osłabieniu. W sezonie 2012/2013 CLJ najstarszymi graczami na boisku byli urodzeni w 1995 roku
Sezon ligowy rozpoczął się w 17 sierpnia 2013 roku, a ostatnie mecze zostały rozegrane 1 czerwca 2014 roku.

## Faza grupowa

### Grupa A  (Łódzkie, Mazowieckie, Podlaskie, Warmińsko-Mazurskie)
W grupie A występowało 12 zespołów z województw: łódzkiego, mazowieckiego, podlaskiego i warmińsko-mazurskiego.
| Uczestnicy poprzedniej edycji | Uczestnicy poprzedniej edycji | Uczestnicy poprzedniej edycji | Uczestnicy poprzedniej edycji |
| ----------------------------- | ----------------------------- | ----------------------------- | ----------------------------- |
| LEG                           | Legia Warszawa                | 1                             |                               |
| STO                           | Stomil Olsztyn                | 2                             |                               |
| JAG                           | Jagiellonia Białystok         | 3                             |                               |
| ŁKS                           | ŁKS Łódź                      | 4                             |                               |
| USŁ                           | UKS SMS Łódź                  | 5                             |                               |
| PWA                           | MKS Polonia Warszawa          | 6                             |                               |
| ŁOM                           | ŁKS 1926 Łomża                | 7                             |                               |
| SOS                           | Sokół Ostróda                 | 8                             |                               |

| Uczestnicy dołączeni | Uczestnicy dołączeni       | Uczestnicy dołączeni | Uczestnicy dołączeni |
| -------------------- | -------------------------- | -------------------- | -------------------- |
| BEŁ                  | GKS Bełchatów              |                      |                      |
| BRŃ                  | Broń Radom                 |                      |                      |
| MJA                  | MOSP Jagiellonia Białystok |                      |                      |
| ELB                  | Olimpia Elbląg             |                      |                      |

#### Tabela
| Lp. | Drużyna                        | M  | Z  | R | P  | Bramki | Bramki | Różn. | Pkt | Uwagi                                 | Bezpośrednio |
| --- | ------------------------------ | -- | -- | - | -- | ------ | ------ | ----- | --- | ------------------------------------- | ------------ |
| 1   | GKS Bełchatów (A)              | 22 | 18 | 2 | 2  | 83     | 21     | +62   | 56  | Awans do 1/4 finału                   |              |
| 2   | Legia Warszawa (A)             | 22 | 17 | 2 | 3  | 80     | 21     | +59   | 53  | Awans do 1/4 finału                   |              |
| 3   | MKS Polonia Warszawa           | 22 | 17 | 2 | 3  | 80     | 12     | +68   | 53  |                                       |              |
| 4   | UKS SMS Łódź                   | 22 | 16 | 2 | 4  | 87     | 15     | +72   | 50  |                                       |              |
| 5   | Stomil Olsztyn                 | 22 | 13 | 5 | 4  | 55     | 29     | +26   | 44  |                                       |              |
| 6   | Jagiellonia Białystok          | 22 | 9  | 3 | 10 | 44     | 38     | +6    | 30  |                                       |              |
| 7   | Olimpia Elbląg                 | 22 | 6  | 3 | 13 | 25     | 60     | −35   | 21  |                                       |              |
| 8   | ŁKS 1926 Łomża                 | 22 | 4  | 5 | 13 | 31     | 60     | −29   | 17  |                                       |              |
| 9   | Broń Radom                     | 22 | 5  | 1 | 16 | 30     | 62     | −32   | 16  |                                       |              |
| 10  | ŁKS Łódź                       | 22 | 4  | 4 | 14 | 26     | 73     | −47   | 16  |                                       |              |
| 11  | MOSP Jagiellonia Białystok (S) | 22 | 3  | 5 | 14 | 17     | 67     | −50   | 14  | Spadek do klasy wojewódzkiej juniorów |              |
| 12  | Sokół Ostróda (S)              | 22 | 2  | 2 | 18 | 22     | 122    | −100  | 8   | Spadek do klasy wojewódzkiej juniorów |              |

#### Wyniki
| Gospodarz \ Gość           | ŁKS | BRŃ | BEŁ | JAG | LEG | ŁOM  | PWA | MJA | ELB  | SOS  | STO | USŁ  |
| ŁKS Łódź                   |     | 2:1 | 1:6 | 0:1 | 1:4 | 0:3  | 0:3 | 2:2 | 2:2  | 1:2  | 0:2 | 0:3  |
| Broń Radom                 | 5:2 |     | 0:4 | 0:1 | 0:1 | 1:3  | 1:5 | 4:1 | 0:2  | 4:1  | 1:5 | 0:7  |
| GKS Bełchatów              | 8:0 | 3:2 |     | 4:1 | 1:1 | 2:1  | 1:0 | 3:0 | 5:0  | 15:1 | 1:1 | 3:2  |
| Jagiellonia Białystok      | 0:0 | 4:0 | 2:4 |     | 1:5 | 3:1  | 1:3 | 2:1 | 5:3  | 6:0  | 2:3 | 0:1  |
| Legia Warszawa             | 6:0 | 4:1 | 0:1 | 3:1 |     | 3:1  | 2:2 | 7:0 | 11:0 | 11:0 | 2:0 | 2:1  |
| ŁKS 1926 Łomża             | 3:4 | 1:4 | 0:6 | 3:3 | 1:4 |      | 0:2 | 2:0 | 1:1  | 4:1  | 2:3 | 0:5  |
| MKS Polonia Warszawa       | 4:0 | 6:0 | 4:0 | 3:1 | 1:2 | 3:0  |     | 7:0 | 5:1  | 12:0 | 4:0 | 0:1  |
| MOSP Jagiellonia Białystok | 2:2 | 2:2 | 1:2 | 0:5 | 1:0 | 0:0  | 0:8 |     | 0:3  | 3:2  | 1:4 | 0:5  |
| Olimpia Elbląg             | 2:3 | 0:2 | 1:4 | 1:0 | 0:4 | 1:0  | 0:1 | 0:2 |      | 3:1  | 1:1 | 1:5  |
| Sokół Ostróda              | 2:5 | 3:1 | 0:6 | 0:3 | 2:3 | 2:2  | 1:4 | 1:1 | 1:3  |      | 0:6 | 0:11 |
| Stomil Olsztyn             | 6:1 | 2:0 | 2:4 | 1:1 | 4:2 | 2:2  | 0:2 | 3:0 | 4:0  | 4:2  |     | 1:1  |
| UKS SMS Łódź               | 6:0 | 3:1 | 1:0 | 2:1 | 2:3 | 10:1 | 1:1 | 3:0 | 3:0  | 14:0 | 0:1 |      |

Aktualne na 1 czerwca 2014. Źródło: 90minut
Objaśnienia:
1Drużyna gospodarzy jest wymieniona po lewej stronie tabeli.
Kolory: zielony – zwycięstwo gospodarzy, żółty – remis, różowy – zwycięstwo gości.

### Grupa B  (Kujawsko-Pomorskie, Pomorskie, Wielkopolskie, Zachodniopomorskie)
W grupie B występowało 12 zespołów z województw: kujawsko-pomorskiego, pomorskiego, wielkopolskiego i zachodniopomorskiego.
| Uczestnicy pierwszej edycji | Uczestnicy pierwszej edycji | Uczestnicy pierwszej edycji | Uczestnicy pierwszej edycji |
| --------------------------- | --------------------------- | --------------------------- | --------------------------- |
| ARK                         | Arka Gdynia                 | 1                           |                             |
| LPO                         | Lech Poznań                 | 2                           |                             |
| LGD                         | Lechia Gdańsk               | 3                           |                             |
| WAR                         | Warta Poznań                | 4                           |                             |
| BAK                         | Bałtyk Koszalin             | 5                           |                             |
| POG                         | Pogoń Szczecin              | 6                           |                             |
| ZAW                         | Zawisza Bydgoszcz           | 7                           |                             |
| ELA                         | Elana Toruń                 | 8                           |                             |

| Uczestnicy dołączeni | Uczestnicy dołączeni | Uczestnicy dołączeni | Uczestnicy dołączeni |
| -------------------- | -------------------- | -------------------- | -------------------- |
| BAŁ                  | Bałtyk Gdynia        |                      |                      |
| LID                  | Lider Włocławek      |                      |                      |
| PLE                  | Polonia 1912 Leszno  |                      |                      |
| APO                  | AP Pogoń Szczecin    |                      |                      |

#### Tabela
| Lp. | Drużyna             | M  | Z  | R | P  | Bramki | Bramki | Różn. | Pkt | Uwagi                                 | Bezpośrednio |
| --- | ------------------- | -- | -- | - | -- | ------ | ------ | ----- | --- | ------------------------------------- | ------------ |
| 1   | Lech Poznań (A)     | 22 | 18 | 1 | 3  | 73     | 24     | +49   | 55  | Awans do 1/4 finału                   |              |
| 2   | Pogoń Szczecin (A)  | 22 | 16 | 3 | 3  | 62     | 21     | +41   | 51  | Awans do 1/4 finału                   |              |
| 3   | Arka Gdynia         | 22 | 15 | 3 | 4  | 56     | 12     | +44   | 48  |                                       |              |
| 4   | Lechia Gdańsk       | 22 | 11 | 6 | 5  | 34     | 23     | +11   | 39  |                                       |              |
| 5   | Bałtyk Koszalin     | 22 | 10 | 6 | 6  | 41     | 22     | +19   | 36  |                                       |              |
| 6   | Warta Poznań        | 22 | 11 | 2 | 9  | 45     | 30     | +15   | 35  |                                       |              |
| 7   | Zawisza Bydgoszcz   | 22 | 6  | 8 | 8  | 41     | 28     | +13   | 26  |                                       |              |
| 8   | Bałtyk Gdynia       | 22 | 7  | 5 | 10 | 28     | 32     | −4    | 26  |                                       |              |
| 9   | AP Pogoń Szczecin1  | 22 | 6  | 5 | 11 | 46     | 44     | +2    | 23  |                                       |              |
| 10  | Polonia 1912 Leszno | 22 | 6  | 4 | 12 | 30     | 57     | −27   | 22  |                                       |              |
| 11  | Lider Włocławek (S) | 22 | 3  | 0 | 19 | 25     | 94     | −69   | 9   | Spadek do klasy wojewódzkiej juniorów |              |
| 12  | Elana Toruń (S)     | 22 | 1  | 1 | 20 | 12     | 106    | −94   | 4   | Spadek do klasy wojewódzkiej juniorów |              |

#### Wyniki
| Gospodarz \ Gość    | APO  | ARK | BAŁ | BAK | ELA | LGD | LPO | LID | POG | PLE | WAR | ZAW   |
| AP Pogoń Szczecin   |      | 1:3 | 1:1 | 0:1 | 7:1 | 0:0 | 2:4 | 6:1 | 3:4 | 3:0 | 1:4 | 1:1   |
| Arka Gdynia         |      |     | 1:0 | 1:0 | 8:0 | 1:0 | 2:0 | 9:0 | 1:1 | 6:0 | 2:0 | 2:2   |
| Bałtyk Gdynia       | 0:1  | 1:2 |     | 1:1 | 6:0 | 1:2 | 0:3 | 2:0 | 0:2 | 3:2 | 1:0 | 0:3   |
| Bałtyk Koszalin     | 2:0  | 3:1 | 1:1 |     | 6:0 | 1:1 | 0:4 | 4:1 | 1:3 | 5:0 | 0:2 | 1:1   |
| Elana Toruń         | 0:2  | 0:4 | 2:1 | 0:4 |     | 1:3 | 2:8 | 0:5 | 1:4 | 0:6 | 0:4 | 0:9   |
| Lechia Gdańsk       | 2:2  | 1:0 | 1:1 | 0:1 | 5:0 |     | 0:2 | 5:1 | 0:1 | 0:0 | 1:0 | 2:0   |
| Lech Poznań         | 4:1  | 1:0 | 5:1 | 3:0 | 4:1 | 1:1 |     | 8:0 | 2:5 | 4:0 | 2:1 | 3:2   |
| Lider Włocławek     | 2:10 | 1:3 | 0:3 | 0:7 | 6:0 | 0:3 | 0:3 |     | 1:6 | 0:2 | 2:7 | 3:0wo |
| Pogoń Szczecin      | 4:1  | 1:0 | 0:1 | 1:0 | 5:1 | 8:0 | 2:3 | 3:0 |     | 2:0 | 5:2 | 2:2   |
| Polonia 1912 Leszno | 1:0  | 0:5 | 3:3 | 1:1 | 4:2 | 1:3 | 1:4 | 4:2 | 0:2 |     | 3:0 | 0:2   |
| Warta Poznań        | 4:3  | 0:1 | 2:0 | 1:1 | 4:0 | 0:2 | 2:1 | 6:0 | 2:1 | 1:1 |     | 3:1   |
| Zawisza Bydgoszcz   | 1:1  | 0:0 | 0:1 | 0:1 | 1:1 | 1:2 | 1:4 | 3:0 | 0:0 | 9:1 | 2:0 |       |

Aktualne na 1 czerwca 2014. Źródło: 90minut
Objaśnienia:
1Drużyna gospodarzy jest wymieniona po lewej stronie tabeli.
Kolory: zielony – zwycięstwo gospodarzy, żółty – remis, różowy – zwycięstwo gości.

### Grupa C  (Dolnośląskie, Lubuskie, Opolskie, Śląskie)
W grupie C występowało 12 zespołów z województw: dolnośląskiego, lubuskiego, opolskiego i śląskiego.
| Uczestnicy pierwszej edycji | Uczestnicy pierwszej edycji | Uczestnicy pierwszej edycji | Uczestnicy pierwszej edycji |
| --------------------------- | --------------------------- | --------------------------- | --------------------------- |
| URC                         | UKS Ruch Chorzów            | 1                           |                             |
| ZLU                         | Zagłębie Lubin              | 2                           |                             |
| GWZ                         | Gwarek Zabrze               | 3                           |                             |
| PRÓ                         | Pomologia Prószków          | 4                           |                             |
| ŚLĄ                         | Śląsk Wrocław               | 5                           |                             |
| OPO                         | MOSiR Opole                 | 6                           |                             |
| UZG                         | UKP Zielona Góra            | 7                           |                             |

| Uczestnicy dołączeni | Uczestnicy dołączeni | Uczestnicy dołączeni | Uczestnicy dołączeni |
| -------------------- | -------------------- | -------------------- | -------------------- |
| RCH                  | Ruch Chorzów         |                      |                      |
| KLU                  | MKS Kluczbork        |                      |                      |
| MIE                  | Miedź Legnica        |                      |                      |
| PRŻ                  | Promień Żary         |                      |                      |
| PSŁ                  | Polonia Słubice      |                      |                      |

#### Tabela
| Lp. | Drużyna             | M  | Z  | R | P  | Bramki | Bramki | Różn. | Pkt | Uwagi                                 | Bezpośrednio |
| --- | ------------------- | -- | -- | - | -- | ------ | ------ | ----- | --- | ------------------------------------- | ------------ |
| 1   | Ruch Chorzów (A)    | 22 | 19 | 2 | 1  | 58     | 10     | +48   | 59  | Awans do 1/4 finału                   |              |
| 2   | Zagłębie Lubin (A)  | 22 | 16 | 2 | 4  | 79     | 20     | +59   | 50  | Awans do 1/4 finału                   |              |
| 3   | Gwarek Zabrze       | 22 | 14 | 5 | 3  | 88     | 22     | +66   | 47  |                                       |              |
| 4   | UKS Ruch Chorzów    | 22 | 14 | 1 | 7  | 55     | 33     | +22   | 43  |                                       |              |
| 5   | Miedź Legnica       | 22 | 11 | 6 | 5  | 45     | 33     | +12   | 39  |                                       |              |
| 6   | Śląsk Wrocław       | 22 | 10 | 7 | 5  | 61     | 26     | +35   | 37  |                                       |              |
| 7   | MOSiR Opole         | 22 | 8  | 3 | 11 | 41     | 39     | +2    | 27  |                                       |              |
| 8   | UKP Zielona Góra    | 22 | 6  | 8 | 8  | 35     | 37     | −2    | 26  |                                       |              |
| 9   | MKS Kluczbork       | 22 | 6  | 2 | 14 | 26     | 66     | −40   | 20  |                                       |              |
| 10  | Pomologia Prószków  | 22 | 5  | 1 | 16 | 26     | 44     | −18   | 16  |                                       |              |
| 11  | Polonia Słubice (S) | 22 | 2  | 2 | 18 | 12     | 92     | −80   | 8   | Spadek do klasy wojewódzkiej juniorów |              |
| 12  | Promień Żary (S)    | 22 | 1  | 1 | 20 | 11     | 115    | −104  | 4   | Spadek do klasy wojewódzkiej juniorów |              |

#### Wyniki
| Gospodarz \ Gość   | GWZ | MIE | KLU  | OPO | PSŁ | PRÓ | PRŻ   | RCH | ŚLĄ | UZG | URC | ZLU  |
| Gwarek Zabrze      |     | 2:3 | 11:1 | 0:1 | 9:1 | 5:1 | 11:0  | 1:1 | 1:1 | 1:1 | 4:1 | 1:1  |
| Miedź Legnica      | 0:2 |     | 4:2  | 1:1 | 2:1 | 2:0 | 7:1   | 1:1 | 2:4 | 2:2 | 2:1 | 1:1  |
| MKS Kluczbork      | 0:5 | 0:1 |      | 1:2 | 1:0 | 3:2 | 3:0wo | 1:2 | 0:7 | 1:1 | 0:4 | 0:5  |
| MOSiR Opole        | 2:4 | 1:2 | 2:4  |     | 4:1 | 1:0 | 6:0   | 0:1 | 1:1 | 2:2 | 1:3 | 1:3  |
| Polonia Słubice    | 1:8 | 1:1 | 0:4  | 0:6 |     | 0:4 | 1:5   | 0:3 | 0:5 | 0:2 | 0:1 | 0:7  |
| Pomologia Prószków | 0:4 | 3:5 | 3:0  | 1:0 | 1:2 |     | 6:0   | 0:2 | 0:0 | 1:2 | 0:4 | 0:1  |
| Promień Żary       | 0:8 | 0:4 | 1:3  | 1:3 | 0:0 | 0:2 |       | 0:5 | 1:7 | 0:4 | 0:4 | 2:10 |
| Ruch Chorzów       | 1:0 | 2:1 | 3:0  | 3:0 | 9:0 | 1:0 | 5:0   |     | 2:0 | 3:0 | 4:1 | 2:1  |
| Śląsk Wrocław      | 2:2 | 1:1 | 6:0  | 3:1 | 8:1 | 4:0 | 4:0   | 0:1 |     | 4:4 | 1:0 | 0:2  |
| UKP Zielona Góra   | 1:2 | 1:2 | 1:1  | 4:2 | 0:1 | 1:0 | 3:0   | 1:3 | 3:3 |     | 1:1 | 0:1  |
| UKS Ruch Chorzów   | 1:4 | 3:1 | 4:1  | 1:3 | 6:1 | 3:1 | 7:0   | 1:0 | 2:0 | 4:1 |     | 0:6  |
| Zagłębie Lubin     | 2:3 | 3:0 | 2:0  | 3:1 | 6:1 | 4:1 | 12:0  | 2:4 | 2:0 | 3:0 | 2:3 |      |

Aktualne na 1 czerwca 2014. Źródło: 90minut
Objaśnienia:
1Drużyna gospodarzy jest wymieniona po lewej stronie tabeli.
Kolory: zielony – zwycięstwo gospodarzy, żółty – remis, różowy – zwycięstwo gości.

### Grupa D  (Lubelskie, Małopolskie, Podkarpackie, Świętokrzyskie)
W grupie D występowało 12 zespołów z województw: lubelskiego, małopolskiego, podkarpackiego i świętokrzyskiego.
| Uczestnicy pierwszej edycji | Uczestnicy pierwszej edycji         | Uczestnicy pierwszej edycji | Uczestnicy pierwszej edycji |
| --------------------------- | ----------------------------------- | --------------------------- | --------------------------- |
| CRA                         | Cracovia                            | 1                           |                             |
| SNS                         | Sandecja Nowy Sącz                  | 2                           |                             |
| SSW                         | Stal Stalowa Wola                   | 3                           |                             |
| KOR                         | Korona Kielce                       | 4                           |                             |
| KSZ                         | KSZO Junior Ostrowiec Świętokrzyski | 5                           |                             |
| STR                         | Stal Rzeszów                        | 6                           |                             |
| GKŁ                         | Górnik Łęczna                       | 7                           |                             |
| WIL                         | Widok Lublin                        | 8                           |                             |

| Uczestnicy dołączeni | Uczestnicy dołączeni | Uczestnicy dołączeni | Uczestnicy dołączeni |
| -------------------- | -------------------- | -------------------- | -------------------- |
| JUV                  | Juventa Starachowice |                      |                      |
| WKR                  | Wisła Kraków         |                      |                      |
| SMI                  | Stal Mielec          |                      |                      |
| WPU                  | Wisła Puławy         |                      |                      |

#### Tabela
| Lp. | Drużyna                             | M  | Z  | R | P  | Bramki | Bramki | Różn. | Pkt | Uwagi                                 | Bezpośrednio |
| --- | ----------------------------------- | -- | -- | - | -- | ------ | ------ | ----- | --- | ------------------------------------- | ------------ |
| 1   | Wisła Kraków (A)                    | 22 | 15 | 3 | 4  | 58     | 21     | +37   | 48  | Awans do 1/4 finału                   |              |
| 2   | Cracovia (A)                        | 22 | 14 | 3 | 5  | 63     | 38     | +25   | 45  | Awans do 1/4 finału                   |              |
| 3   | Korona Kielce                       | 22 | 12 | 5 | 5  | 50     | 23     | +27   | 41  |                                       |              |
| 4   | Stal Mielec                         | 22 | 12 | 3 | 7  | 39     | 23     | +16   | 39  |                                       |              |
| 5   | Wisła Puławy                        | 22 | 10 | 5 | 7  | 33     | 39     | −6    | 35  |                                       |              |
| 6   | Stal Rzeszów                        | 22 | 9  | 8 | 5  | 50     | 21     | +29   | 35  |                                       |              |
| 7   | Widok Lublin                        | 22 | 7  | 7 | 8  | 39     | 33     | +6    | 28  |                                       |              |
| 8   | KSZO Junior Ostrowiec Świętokrzyski | 22 | 7  | 6 | 9  | 27     | 26     | +1    | 27  |                                       |              |
| 9   | Sandecja Nowy Sącz                  | 22 | 7  | 4 | 11 | 27     | 42     | −15   | 25  |                                       |              |
| 10  | Stal Stalowa Wola                   | 22 | 7  | 3 | 12 | 37     | 40     | −3    | 24  |                                       |              |
| 11  | Juventa Starachowice (S)            | 22 | 5  | 3 | 14 | 32     | 60     | −28   | 18  | Spadek do klasy wojewódzkiej juniorów |              |
| 12  | Górnik Łęczna (S)                   | 22 | 1  | 2 | 19 | 18     | 107    | −89   | 5   | Spadek do klasy wojewódzkiej juniorów |              |

#### Wyniki
| Gospodarz \ Gość                    | CRA | GKŁ  | JUV | KOR | KSZ | SNS | SMI | STR | SSW | WIL | WKR | WPU |
| Cracovia                            |     | 5:3  | 4:3 | 1:2 | 2:1 | 8:0 | 0:2 | 2:2 | 1:2 | 3:1 | 4:1 | 5:1 |
| Górnik Łęczna                       | 2:3 |      | 2:2 | 0:1 | 0:4 | 2:6 | 4:3 | 0:2 | 0:7 | 1:4 | 0:5 | 1:2 |
| Juventa Starachowice                | 2:2 | 7:0  |     | 0:2 | 2:1 | 5:0 | 1:2 | 1:4 | 4:1 | 0:2 | 0:1 | 1:1 |
| Korona Kielce                       | 4:5 | 9:0  | 8:0 |     | 1:1 | 3:0 | 1:1 | 0:1 | 2:0 | 2:2 | 0:2 | 4:0 |
| KSZO Junior Ostrowiec Świętokrzyski | 0:3 | 2:0  | 4:0 | 1:0 |     | 1:0 | 4:2 | 0:2 | 1:3 | 1:1 | 0:0 | 0:0 |
| Sandecja Nowy Sącz                  | 1:0 | 0:0  | 5:0 | 1:2 | 2:1 |     | 0:2 | 1:1 | 1:0 | 1:1 | 0:2 | 3:2 |
| Stal Mielec                         | 2:3 | 8:0  | 2:0 | 1:2 | 1:0 | 2:1 |     | 2:1 | 3:1 | 1:2 | 2:0 | 0:1 |
| Stal Rzeszów                        | 1:1 | 20:1 | 2:3 | 0:1 | 1:1 | 2:0 | 0:0 |     | 3:0 | 3:3 | 3:0 | 1:3 |
| Stal Stalowa Wola                   | 3:5 | 2:1  | 5:0 | 2:2 | 3:2 | 0:2 | 0:0 | 0:1 |     | 5:1 | 1:3 | 0:2 |
| Widok Lublin                        | 1:2 | 5:0  | 5:1 | 1:2 | 0:1 | 4:0 | 0:1 | 0:0 | 0:0 |     | 1:4 | 1:1 |
| Wisła Kraków                        | 4:2 | 7:0  | 5:0 | 1:1 | 2:0 | 4:3 | 1:0 | 0:0 | 2:0 | 1:3 |     | 6:0 |
| Wisła Puławy                        | 0:2 | 3:1  | 2:0 | 3:1 | 1:1 | 0:0 | 1:2 | 2:0 | 4:2 | 3:1 | 1:7 |     |

Aktualne na 1 czerwca 2014. Źródło: 90minut
Objaśnienia:
1Drużyna gospodarzy jest wymieniona po lewej stronie tabeli.
Kolory: zielony – zwycięstwo gospodarzy, żółty – remis, różowy – zwycięstwo gości.

## Faza finałowa
14 kwietnia 2014 roku w siedzibie PZPN-u odbyło się losowanie ćwierćfinałów, półfinałów i finału Centralnej Ligi Juniorów.

### Ćwierćfinały ligi
- 5 czerwca 2014 Zagłębie Lubin   0-2 	Wisła Kraków
- 5 czerwca 2014 Cracovia 	  2-1 	Ruch Chorzów
- 5 czerwca 2014 Legia Warszawa   2-2 	Lech Poznań
- 5 czerwca 2014 Pogoń Szczecin   2-1 	GKS Bełchatów
- 8 czerwca 2014 Wisła Kraków 	  3-1 	Zagłębie Lubin
- 8 czerwca 2014 Ruch Chorzów 	  0-2 	Cracovia
- 8 czerwca 2014 Lech Poznań 	  3-0 	Legia Warszawa
- 8 czerwca 2014 GKS Bełchatów 	  2-2 	Pogoń Szczecin

### Półfinały ligi
- 15 czerwca 2014 Wisła Kraków 	  5-1 	Lech Poznań
- 15 czerwca 2014 Cracovia 	  3-5 	Pogoń Szczecin
- 19 czerwca 2014 Lech Poznań 	  1-1 	Wisła Kraków
- 19 czerwca 2014 Pogoń Szczecin  3-5 	Cracovia

### Finał ligi
- 22 czerwca 2014 Wisła Kraków    2-1 	Cracovia
- 25 czerwca 2014 Cracovia 	  0-10 	Wisła Kraków

Zwyciężcą pierwszej edycji Centralnej Ligi Juniorów zostali juniorzy starsi Wisły Kraków.